# Богун Микола Андрійович
Богун Миколай Андрійович — радянський військовий піхотинець під час Другої світової війни, Почесний громадянин Слов'янська.

## Дитинство та юність
Народився 16 червня 1924 року в селі Покровське Бахмутського району в багатодітній селянській родині. Навчався в сільській школі. Під час німецької окупації жив у селі, а у 1943 пішов на фронт з боку радянської армії.

## Військова діяльність
Спочатку був кулеметником, а згодом — командиром знаряддя. За форсування Дніпра був нагороджений орденом Слави ІІІ ступеня. У 1944 році на плацдармі був у бойовому порядку піхоти 170-го гвардійського кулеметного полку. Допоміг відбити 12 німецьких контратак.

## Післявоєнне життя
З 1956 року Богун жив та працював у Слов'янську. Більш ніж 40 років працював на Донецькій залізниці у Слов'янській воєнізованій пожежно-стрілецькій охороні, де йому було присвоєно звання Почесний залізничник країни, нагороджений медаллю «Ветеран праці». У 1985 та 2005 роках брав участь у військових парадах в Москві. Президент України особисто нагородив Миколая Андрійовича орденом Богдана Хмельницького медаль «Захисник Вітчизни». 18 квітня 1995 року отримав статус «Почесний громадянин міста Слов'янська». Помер 8 грудня 2005 року.

## Нагороди
1. Орден Слави ІІІ ступеня (1943 рік)
2. Другий орден Слави І ступеня (1945, Берлін)
3. Орден Вітчизняної війни І ступеня
4. Орден Вітчизняної війни ІІ ступеня
5. Орден Червоної Зірки
6. Медаль «За відвагу»
7. Медаль «За визволення Варшави»
8. Орден Богдана Хмельницького
9. Медаль «Захиснику Вітчизни»
10. Звання «Почесний громадянин міста Слов'янська»[1].